# Anacroneuria moche
Anacroneuria moche és una espècie d'insecte plecòpter pertanyent a la família dels pèrlids.
El seu nom científic fa referència a l'ètnia mochica del Perú.

## Descripció
- Els adults presenten les membranes alars de color marró clar amb la nervadura marró, les antenes marró rogenc amb franges molt estretes i clares, i el pronot amb àrees sublaterals amples de color marró rogenc amb línies fosques i primes al llarg dels marges posterior i anterior.
- El mascle té ganxos forts (fortament corbats cap a dins), ales anteriors amb una llargada de 9 mm i un penis esvelt a l'àpex.
- Ni la nimfa ni la femella no han estat encara descrites.[3][5]

## Hàbitat
En el seu estadi immadur és aquàtic i viu a l'aigua dolça, mentre que com a adult és terrestre i volador.

## Distribució geogràfica
Es troba a Sud-amèrica: el Perú.